# Wolfgang von der Groeben
Wolfgang von der Groeben (né le 30 décembre 1937 à Berlin) est un juriste administratif et fonctionnaire ministériel allemand.

## Biographie
Le fils du général Peter von der Groeben (de) étudie au pensionnat Carl-Hunnius (de) à Wyk auf Föhr de 1955 à 1958. Après avoir obtenu son diplôme d'études secondaires, il étudié le droit à l'université de Göttingen. Le 25 juillet 1958, il est récidiviste dans le Corps Saxonia Göttingen. Lorsqu'il est inactif, il est passé à l'Université Christian-Albrecht de Kiel et à l'Université allemande des sciences administratives de Spire (de). En 1968, il rejoint le service public de Rhénanie-du-Nord-Westphalie. Il travaille pour le district d'Arnsberg, l'arrondissement de Soest et le ministère de l'Intérieur de Rhénanie-du-Nord-Westphalie (de). En 1993, il s'installe à Schwerin en tant que conseiller ministériel. Il est directeur et membre du Sénat de la Cour des comptes du Mecklembourg-Poméranie-Occidentale (de). Retraité en 2002, il vit à Düsseldorf. Il est impliqué dans l'Ordre de Saint-Jean et dans l'Aide aux accidents de Saint-Jean. Il est co-éditeur du Deutsche Corpszeitung pendant cinq ans et siège au comité plénier de l'Association des anciens étudiants de corps (de) de 2010 à 2017. Le 70 Anniversaire de l'attentat du 20 juillet 1944, il prononce un discours commémoratif en l'honneur des conspirateurs exécutés au mémorial de Plötzensee (de). De 2011 à 2016, il siège en tant que trésorier au conseil d'administration de l'association pour la recherche historique sur les corps d'étudiants. Il est marié à Ulrike depuis 1987. Le mariage a deux fils.

## Honneurs
- Remise de ruban du Corps Pomerania Greifswald (1990)[1]
- Bol d'argent de l'Association des anciens étudiants de corps (de) (2018)

## Publications
- mit Werner Ruckriegel und Burkhard Hunsche: Datenschutz und Datenverarbeitung in Nordrhein-Westfalen. Kommentar. Deutscher Gemeindeverlag, Köln 1979  (ISBN 3-555-30125-X).
- Die Grafen und Herren von der Groeben. Stammtafeln 1140–1993. Eigenverlag, Düsseldorf 1994.
- Adam v. Trott zu Solz, in: Sebastian Sigler (Hg.): Corpsstudenten im Widerstand gegen Hitler. Duncker & Humblot, Berlin 2014  (ISBN 978-3-428-14319-1), S. 217–225.